# Paloma Vidal
Paloma Vidal (Buenos Aires, 4 de março de 1975) é uma  escritora e crítica e professora brasileira nascida na Argentina.

## Biografia
Nascida na Argentina, Paloma Vidal vive no Brasil desde os dois anos de idade. Começou a publicar em 2003 e desde então vem se dedicando a gêneros literários diversos, como o conto, o romance, o teatro e a poesia. Em 2007, foi contemplada com uma bolsa de criação literária pelo Programa Petrobras Cultural e, com o prêmio, produziu seu primeiro romance - Algum lugar.  É professora de Teoria Literária na Universidade Federal de São Paulo, desde 2009.  

## Obras
- 2020 - Pré-história (romance, editora 7Letras)
- 2018 - Não-escrever (ensaios, editora Malha fina Cartoneira)
- 2018 - Menini (poesia, editora 7Letras)
- 2018 - Wyoming (poesia, editora 7Letras)
- 2018 - Trabalho infantil (poesia, 7Letras, megamini, com Pedro Rego)
- 2017 - Ensaio de Vôo (romance, editora Quelônio)
- 2016 - Dupla exposição (contos com imagens de Elisa Pessoa, editora Rocco)
- 2015 - Dois  (poesia, editora 7Letras)
- 2015 - Durante (poesia, editora 7Letras)
- 2015 - Mar azul (romance, editora Mercure de France, França, trad. Geneviève Leibrich)
- 2015 - Mar azul (romance,editora Bajo la luna/EME, Argentina, trad. Guillermina Torres)
- 2014 - Três peças (teatro, editora Dobra)
- 2014 - Ghosts (contos, EUA, Amazon, trad. Hilary Kaplan)
- 2012 - Mar azul (romance, editora Rocco)
- 2011 - Escrever de fora: viagem e experiência na narrativa argentina contemporânea (ensaio, editora Lumme)
- 2011 - Más al sur (contos, editora Eterna Cadencia, Argentina; trad. Paloma Vidal)
- 2009 - Algum lugar (romance, editora 7Letras)
- 2008 - Mais ao sul (contos, editora Língua geral)
- 2004 - A história em seus restos: literatura e exílio no Cone Sul (ensaio, editora Annablume)
- 2003 - A duas mãos (contos, editora 7Letras)